# Concursul Eurovision pentru tineri dansatori 1989
A treia ediție a Concursului Eurovision de dans pentru tineri dansatori a avut loc în Franța, Paris la Palais des Congrès pe 28 iunie 1989 începând cu orele 20:30 CET. Țările participante au putut trimite unul sau doi concureți cu vârsta mai mică de 19 ani. Dansul de pereche nu putea fi mai lung de 10 minute, iar cel solo, nu trebuia să depășească 5. Fiecare concurent a putut opta pentru dans clasic sau contemporan. Concursul a fost transmis în 20 de țări printre care și Iordania și Bulgaria.
Datorită discuțiilor depre durata emisiei, a fost organizată o semifinală pentru a determina actele care se califică în finală. Concureți care nu au reușit să se califice au primit o diplomă specială.

## Juriul
La ediția din anul acesta masa juraților a fost compusă din 9 dansatori profesiniști de diferite naționalități. Șeful juriului a fost Roland Petit.
| Textul titlului coloanei | Textul titlului coloanei |
| ------------------------ | ------------------------ |
| Franța                   | Roland Petit             |
| Danemarca                | Frank Andersen           |
| Italia · Germania        | Paolo Bortoluzzi         |
| Argentina · Elveția      | Oscar Araiz              |
| Franța                   | Igor Eisner              |
| Germania                 | John Neumeier            |
| Uniunea Sovietică        | Ekaterina Maximova       |
| Elveția                  | Heinz Spoerli            |
| Uniunea Sovietică        | Vladimir Vasiliev        |

## Țările Participante și Clasamentul Final
În 1989 au participat la concurs 17 acte. Au debutat în concurs Cipru și Portugalia în timp ce Belgia a ales să participe singură
deoarece la ediția precedentă a participat împreună cu țările de jos.
| Premiu                          | Țara             | Reprezentați                 |
| ------------------------------- | ---------------- | ---------------------------- |
| Dans contemporan                | Franța           | Agnès Letestu                |
| Dans clasic                     | Regatul Unit     | Tetsuya Kumakawa             |
| Premiu special dans clasic      | Elveția          | Christina McDermott          |
| Premiu special dans contemporan | Spania           | María Giménez & Igor Yebra   |
| -                               | Belgia           | Géraldine Boussart           |
| -                               | Danemarca        | Rachel Hester & Martin Vedel |
| -                               | Finlanda         | Petri Toivanen               |
| -                               | Țările de Jos    | Gaby Baars & Léon Pronk      |
| -                               | Suedia           | Marie Lindqvist              |
| -                               | Germania de Vest | Patrick Becker               |
| -                               | Italia           | Danilo Mazzota               |
| -                               | Cipru            | Hélène O'Keefe               |
| -                               | Canada           | Cherice Barton               |
| -                               | Iugoslavia       | Dino Baksa                   |
| -                               | Portugalia       | Ana Lacerda                  |
| -                               | Norvegia         | Hilde Olsen                  |
| -                               | Austria          | Jürgen Wagner                |

## Predecesor și Succesor
| Predecesor: Schwetzingen 1987 | Concursul Eurovision pentru tineri dansatori Paris 1989 | Succesor: Helsinki 1991 |